# لاسرتاهای حنایی
لاسرتاهای حنایی (نام علمی: Phoenicolacerta)، یک سرده از سوسمارهای دیواری از خانواده سوسماران راستین است. این سرده در سال ۲۰۰۷ توصیف شد.